# Парк (окръг, Колорадо)
Вижте пояснителната страница за други значения на Парк.
Окръг Парк (на английски: Park County) е окръг в щата Колорадо, Съединени американски щати. Площта му е 5726 km², а населението - 17 905 души (2017). Административен център е град Феърплей.